# Film lituani proposti per l'Oscar al miglior film straniero
A partire dal 2002 la Lituania ha cominciato a presentare film all'Academy of Motion Picture Arts and Sciences che la rappresentassero all'Oscar come miglior film di lingua straniera. 
Ad oggi nessuno di questi film è rientrato nella cinquina finalista della categoria. 
| Anno | Film                               | Regia                           | Risultato     |
| ---- | ---------------------------------- | ------------------------------- | ------------- |
| 2007 | Prieš parskrendant į žemę          | Arūnas Matelis                  | Non candidato |
| 2009 | Nereikalingi žmonės                | Māris Martinsons                | Non candidato |
| 2010 | Duburys                            | Gytis Lukšas                    | Non candidato |
| 2012 | Kai apkabinsiu tave                | Kristijonas Vildžiūnas          | Non candidato |
| 2013 | Ramin                              | Audrius Stonys                  | Non candidato |
| 2014 | Pokalbiai rimtomis temomis         | Giedrė Beinoriūtė               | Non candidato |
| 2015 | Lošėjas                            | Ignas Jonynas                   | Non candidato |
| 2016 | Sangailės vasara                   | Alantė Kavaitė                  | Non candidato |
| 2017 | Senekos diena                      | Kristijonas Vildžiūnas          | Non candidato |
| 2018 | Šerkšnas                           | Šarūnas Bartas                  | Non candidato |
| 2019 | Nuostabieji Luzeriai. Kita planeta | Arūnas Matelis                  | Non candidato |
| 2020 | Laiko Tiltai                       | Kristine Briede, Audrius Stonys | Non candidato |
| 2021 | Nova Lituania                      | Karolis Kaupinis                | Non candidato |
| 2022 | Izaokas                            | Jurgis Matulevičius             | Non candidato |
| 2023 | Piligrimai                         | Laurynas Bareiša                | Non candidato |
| 2024 | Tu man nieko neprimeni             | Marija Kavtaradzė               | Non candidato |
| 2025 | Sesės                              | Laurynas Bareiša                |               |

| Non candidato | Il film è stato proposto dalla Lituania, ma non è stato candidato dall'Academy of Motion Picture Arts and Sciences. |
| Short-list    | Il film è entrato nella "short-list" stilata a gennaio dei nove candidati per l'Oscar al miglior film straniero.    |
| Candidato     | Il film è entrato a far parte dei cinque candidati per l'Oscar al miglior film straniero.                           |
| Vincitore     | Il film ha vinto l'Oscar al miglior film straniero.                                                                 |